# Alfred Reed
Alfred Reed (25 de enero de 1921-17 de septiembre de 2005) fue uno de los compositores estadounidenses con mayor repertorio, ya que tiene más de doscientas obras publicadas para orquesta, banda conjunto de viento, coro, y orquesta de cámara a su nombre. También viajó extensamente como director invitado, actuando en América del Norte, Iberoamérica, Europa y Asia. 

## Biografía
Nació en Nueva York y comenzó su formación musical a la edad de diez años. Durante la Segunda Guerra Mundial sirvió en el Ejército de la Fuerza Aérea. Tras su servicio militar, asistió a la Juilliard School of Music, estudiando con Vittorio Giannini, tras lo cual fue compositor y arreglista personal de primera para la NBC, a continuación, para la ABC. En 1953 se convirtió en el director de la Orquesta Sinfónica de Baylor, donde recibió la Licenciatura de Música en 1955 y el título de Maestro de Música en 1956. Su tesis de maestría "Rapsodia para viola y orquesta" fue galardonado con el Premio de Luria en 1959. Fue miembro del Capítulo de Tau Beta Phi Mu Alpha Sinfonia, la Fraternidad nacional para los hombres en la música. 
De 1955 a 1966 fue el editor ejecutivo de Publicaciones Hansen, editor de música. Fue profesor de música en la Universidad de Miami (donde trabajó con el compositor y arreglista Robert Longfield) de 1966 a 1993 y fue presidente del departamento de Música de Medios de Comunicación y de Industria y director del Programa de Industria de la Música en el momento de su jubilación. Él estableció la primera universidad de música currículo del nivel de negocios en la Universidad de Miami en 1966, lo que llevó otros colegios y universidades a seguir su ejemplo. En el momento de su muerte, tenía compromisos de trabajo que, para cumplirlos, tendría que haber vivido hasta la edad de 115 años. Muchas de las composiciones para banda de Reed han salido a la venta como grabaciones de CD de la Tokio Kosei Wind Orchestra.

## Obras y arreglos

### Orquesta
- 1962 Greensleeves - "What Child is This?"
- American Sketches - No. 1 "Strings 'n Things"
- American Sketches - No. 2 "Fashion Show"
- American Sketches - No. 3 "Country Night"
- American Sketches - No. 4 "By the Lagoon"
- American Sketches - No. 5 "The Mechanical Doll"
- Serenade
- Suite Concertante for strings and harp

### Banda
- 1944  Russian Christmas Music
  1. Carol of the Little Russian Children
  2. Antiphonal Chant
  3. Village Song
  4. Cathedral Chorus
- 1952 Symphony for Brass and Percussion
- 1955 Lumberjack Overture
- 1956 Ballade for Solo Eb Alto Saxophone & Band
- 1958 Might and Majesty, a Biblical Suite
- 1959 Music Man
  1. The Wells Fargo Wagon
  2. Till There Was You
  3. Seventy-Six Trombones
- 1962 A Festival Prelude
- 1962 A Sacred Suite
- 1962 rev. 1986 Greensleeves Fantasía para banda
- 1963 A Festive Overture
- 1966 Rahoon para clarinete y banda
- 1967 The Music-Makers
- 1967 Passacaglia
- 1968 Intrada Drammatica
- 1968 Wapawekka - White Sands
- 1970 A Jubilant Overture
- 1970 The Pledge of Allegiance
- 1971 A Ceremonial Fanfare
- 1972 A Northern Legend
- 1972 Armenian Dances Part 1, inspirada por una colección de canciones populares de Komitas Vardapet (1869–1935)
  1. Tzirani Tzar - The Apricot Tree
  2. Gakavi Yerk - The Partridge's Song
  3. Hoy, Nazan Eem - Hoy, My Nazan
  4. Alagyaz
  5. Gna, Gna - Go, Go!
- 1972 Imperatrix
- 1972 In Memoriam, an Elegy for the Fallen
- 1973 Punchinello, Overture
- 1973 Alleluia! Laudamus Te
- 1976 First Suite for Band
  1. March
  2. Melody
  3. Rag
  4. Gallop
- 1977 Armenian Dances Part 2 
  1. Hov Arek
  2. Khoomar
  3. Lorva Horovel
- 1977 Othello un retrato sinfónico para banda sinfónica en cinco escenas (William Shakespeare)
  1. Prelude (Venice) - The tyrant custom hath made the flinty and steel couch of war my thrice-driven bed.
  2. Aubade (Cyprus) - Good Morning, General
  3. Othello and Desdemona - She loved me for the dangers I had passed, and I loved her that she did pity them.
  4. Entrance of the Court - Behold, the Lion of Venice!
  5. The Death of Desdemona; Epilogue - I kissed thee ere I killed thee: no way but this….
- 1978 Prelude and Capriccio
- 1978 Second Suite for Band (Latino Mexicana)
  1. Son Montuno
  2. Tango ("Sargasso Serenade")
  3. Guaracha
  4. Paso Double ("A la Corrida!")
- 1979 Second Symphony for Band
  1. Lento (ma ritmico)
  2. Allegro con fuoco
  3. Molto moderato e sostenuto
- 1980 A Christmas Intrada -
- 1981 Acalarado
- 1981 The Hounds of Spring, A Concert Overture
- 1981 Rushmore
- 1982 Queenston Overture
- 1982 The Garden of Proserpine
- 1982 Viva Musica
- 1982 Third Suite for Band (Scenes De Ballet)
  1. Fanfare and Intrada
  2. Pas de deux
  3. Polka excentrique
  4. Danse generale
- 1983 Three Revelations from the Lotus Sutra
  1. To Awaken in the Light of the Universe
  2. To Contemplate the Depths of the Soul
  3. To Rejoice in the Beauty of Peace
- 1984 Pro Texana Concert-March
- 1985 El Camino Real
- 1985 Ramparts of Courage
- 1986 Second Century
- 1988 Praise Jerusalem!
- 1988 Third Symphony for Band
  1. Pesante e molto sostenuto Allegro agitado
  2. Variations on the "Porazzi" Theme of Wagner
  3. Allegro deciso
- 1990 Mr. Music
- 1991 A Springtime Celebration
- 1992 Fourth Symphony for Band
  1. Elegy
  2. Intermezzo
  3. Tarantella
- 1992 Hymn Variants
- 1992–1993 Fourth Suite for Band - City of Music
  1. Intrada
  2. Arie
  3. Marsch
- 1993 Concertino for Marimba and Winds
- 1993 Greensleeves (arr.)
- 1994 Fifth Symphony for Band
  1. Moderately and sustained
  2. Sakura (Cherry Blossoms)
  3. Allegro molto, con fuoco
- 1995 Fifth Suite for Band (International Dances)
  1. Hoe Down (America)
  2. Sarabande (France)
  3. Yamabushi Kagura (Japan)
  4. Hora (Israel and Rumania)
- 1995 The King of Love My Shepherd Is
- 1997 Sixth Suite for Band
  1. March Miniature
  2. Summer Stroll
  3. Halloween Hobgoblin
  4. Awa Odori (Japanese Dance)
- 1998 Prism
- 1999 Millennium III
- 2000 Children's Suite para saxofón alto solista y banda
  1. Kiyoko's Lullaby
  2. Kiyoko's Playtime
- 2000 Giligia (A Song of Remembrance)
- 2002 Exhortation and Praise
- 2003 Seventh Suite for Band A Century of Flight
  1. prologue: Look to the Skies!
  2. Intermezzo: The Winds and Waves of Wajima
  3. March: To Fly With the Wings of Eagles
- 2004 Ebo Signation
- A Christmas Celebration
  1. Angels We Have Heard On High
  2. It Came Upon The Midnight Clear
  3. A O Comell Ye Faithful (Adeste Fideles)
  4. Silent Night
- A little Concert-Suite
  1. Intrada
  2. Siciliana
  3. Scherzo
  4. Gigue
- Acclamation! A Global Greeting for Winds'
- Canto E Camdombe
- Choral Prelude In E Minor
- Concertino for Marimbaphon and Winds
  1. Nocturne
  2. Scherzetto
  3. Toccata
- Concerto for Trumpet and Winds
- Curtain Up! (A Theater Overture for Winds)
- Danza Caribe
- Evolutions
- East And West - The Kohoku New Town March
- Golden Jubilee
- Highlights from Exodus (arr.)
- Jesu, Joy of Man's Desiring (arr.)
- Jidai - Year Of Years!
- Millennium
- Music in the Air!
- O Little Town basado en "O Little Town of Bethlehem" - para coro y banda
- O Most Wonderful para coro y banda
- Ode for Trumpet para trompeta y banda
- Poetry and Power
- Rosalind in the Forest of Arden
- Seascape para bombardino y banda
- Serenade
- Serenade for Clarinet and Band
- Siciliana Notturno para saxofón alto y banda
- Silver Shadow (Concert March)
- Slavonic Folk Suite para coro y banda
  1. Children's Carol
  2. Cathedral Chorus
- Sleepers, Awake! (arr.)
- Symphonic Prelude
- The Big East March
- The Crowning Glory
- The Enchanted Island
- The Golden Years
- Twelfth Night A Musical Masque after William Shakespeare
  1. Prelude: Illyria
  2. Viola and Orsino
  3. The Merry Conspirators
  4. Malvolio's Lament in “Prison”
  5. V A Double Wedding, and All's Well!
- Two Bagatelles
- Victory! (Concert March for Winds)
- With Trumpets and Drums para caja, trompeta, voz y banda

### Coro y orquesta
- All Hall to the Days, Christian Madrigal para arpa, piano o guitarra, cuerdas y coro mixto
- The Pledge of Allegiance para coro mixto y orquesta

### Música de cámara
- 1954 Organ Meditations para órgano
- 1983 Two Bagatelles para cuarteto de trombones
- Double Wind Quintet
- Havana Moon para coro de clarinetes (3 bb, Alto, Bass, CBass), percusión y cuerdas
- Pastorale para clarinete y piano
- Scherzo Fantastique para clarinete bajo, clarinete contrabajo, piano y vientos* Siciliana Notturno para saxofón alto, piano, saxofón, voces y vientos
- Trilogue, Scherzo para contrabajo, vibráfono y marimba